# الجرار (إب)

تعديل مصدري - تعديل

الجرار محلة تابعة لقرية الدقيقة، التابعة لعزلة بلادشار بمديرية إب إحدى مديريات محافظة إب في الجمهورية اليمنية.، بلغ تعداد سكانها 79 حسب تعداد اليمن لعام 2004.